# Józef Hofmann

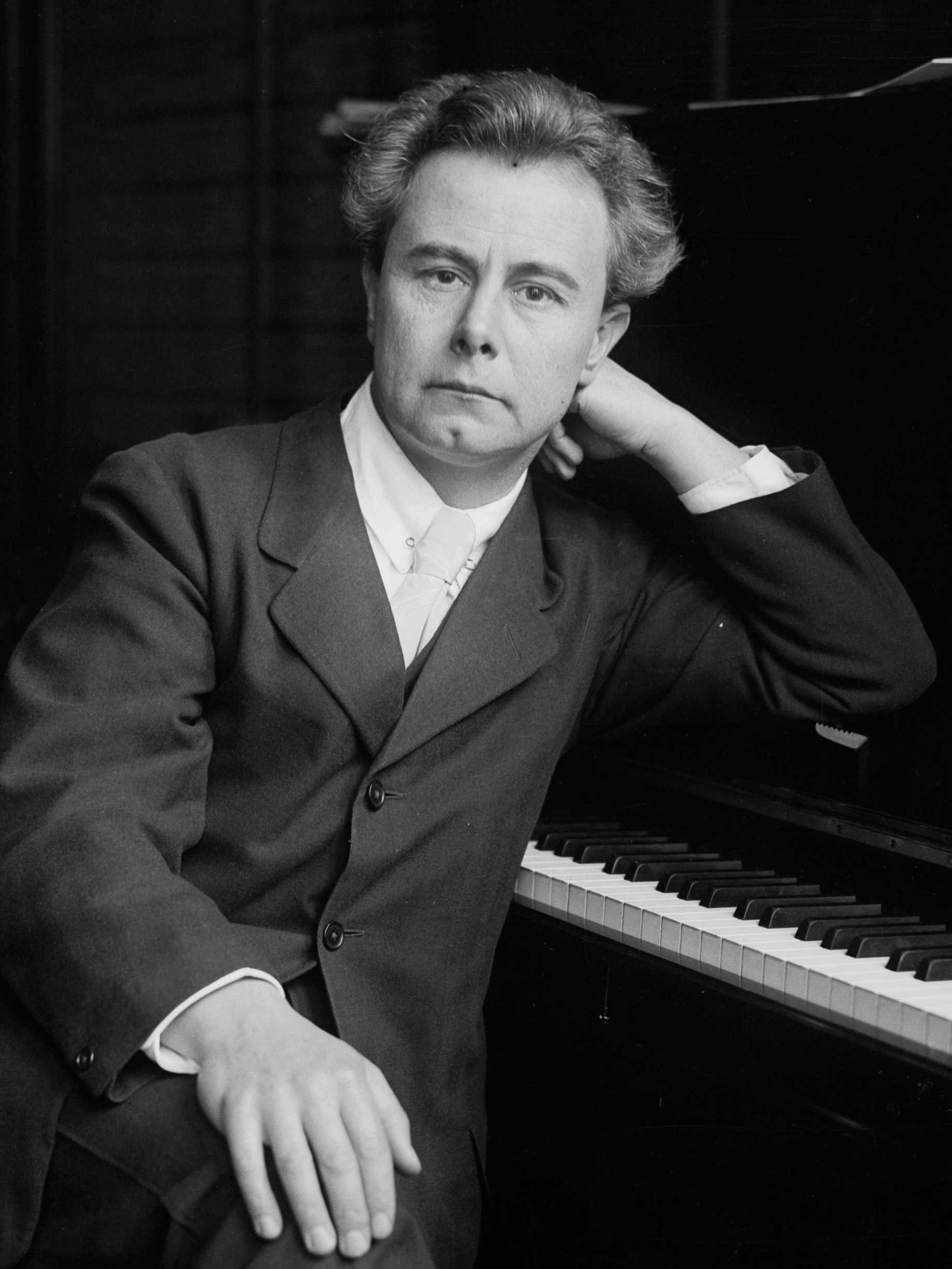
Józef Hofmann

Józio Kazimierz Hofmann (Podgorze, 20 januari 1876 - Los Angeles, 16 februari 1957) was een Pools-Amerikaanse pianovirtuoos en componist, en wordt door veel kenners tot de grootste pianisten aller tijden gerekend.
Van 1901 tot 1914 beantwoordde hij vragen van lezeressen van Ladies' Home Journal, een belangrijk damesblad in de Verenigde Staten dat nog steeds bestaat. Hij breidde zijn publiek hiermee enorm uit. 
Er bestaat een boek van zijn hand dat vergeten is. De laatste editie is van 1976 (ISBN 0-486-23362-6). Niet alleen is het een bundeling van antwoorden die hij bij vragen van lezeressen gaf, veel belangwekkender is een aantal korte hoofdstukken van zijn hand waarin hij een aantal facetten van 'de traditie' beschrijft. Onder andere de oorzaak van black-outs en hoe die uit te bannen. 'De traditie' is de term voor de manier waarop sinds de tijd van Beethoven de piano moet worden bespeeld om het hoogste niveau te kunnen halen. Er loopt een directe lijn van Chopin en Liszt, via Brahms en diens dochter, Anton Rubinstein naar Josef Hofmann en modernere pianisten als Vladimir Horowitz, Arturo Benedetti Michelangeli en Volondat, de enigmatische winnaar van het Elizabeth Concours 1983. Een leraar die deze traditie nog onderwijst is Frank Mulder, woonachtig in Sussex. De kennis van 'de traditie' is niet goed opgeschreven en leraren en leraressen sterven uit. Het boek van Hofmann is een van de zeer weinige raadpleegbare bronnen van 'de traditie'.